# Sedraia
Sedraia (em árabe: صدراية) é uma comuna localizada na província de Médéa, Argélia. De acordo com o censo de 2008, a população total da cidade era de 7 690 habitantes.